# Fernando Lyra
Fernando Lyra (ur. 8 października 1938 w Recife, zm. 14 lutego 2013 w São Paulo) – brazylijski prawnik i polityk.

## Życiorys
W 1964 roku rozpoczął pracę jako prawnik, a potem podjął działalność polityczną w Brazylijskim Ruchu Demokratycznym (MDB). W 1980 roku został wybrany na senatora. Od 1985 do 1986 roku był ministrem sprawiedliwości. Zmarł 14 lutego 2013 roku mając 74 lata.